# Danaholmsfördraget
Danaholmsfördraget eller Danaholmstraktaten var enligt en äldre uppfattning ett gränsavtal, som de tre nordiska kungarna ingick på tiohundratalet på den lilla Danaholmen utanför Göta älvs mynning. Numera anser man att det rör sig om en sammanblandning av två gränstexter, Landamäri och Västgötalagens gränslista.

## De två gränsberättelserna
Landamäri är en redogörelse för ett gränsavtal, där den svenske och den danske kungen på tiohundratalet utsåg vardera sex man som tillsammans bestämde sex gränsmärken mellan Sverige och Danmark.  
Västgötalagens gränslista är en förteckning över drygt 100 gränsmärken runt Västergötland och Dalsland med början i Danaholmen. Den inleds med följande ord: ”Danaholmen är delad i tre lotter. En lott äger Uppsalakungen, en annan äger danskarnas kung, en tredje äger Norges kung. Då när deras möte var höll danakungen i Uppsalakungens betsel och Norges kung i hans stigbygel.” Därpå kommer själva listan: ”Nu börjas i Danaholmen. Ur Danaholmen och i Stämmesund. Ur Stämmesund och i Kleva…”

## Sammanblandningen
I den allra äldsta boken på svenska, handskrift KB B 59, presenterades de två berättelserna på ett vilseledande sätt. Handskriften innehåller Äldre Västgötalagen samt en rad andra texter av central betydelse för studiet av den svenska medeltidshistorian. Den blev föremål för en omfattande vetenskaplig behandling och dess framställning blev normerande för tolkningen av texterna.
Där står, direkt efter Västgötalagen, vad som ser ut som ytterligare en balk. Rubriken är Konungabalk och innehållet är dels Landamäri och dels inledningen till Västgötalagens gränslista, allt skrivet av den ursprunglige skrivaren på 1280-talet. Själva listan över de hundra gränsmärkena finns längre fram i handskriften, inskriven av en senare hand.
Det har länge stått klart att dessa texter inte utgör någon Konungabalk; sådana innehåller regler om kungaval, edsöre och ledung och liknande. Som förklaring till rubriken har framförts att skrivaren eller hans föregångare kanske såg det som en brist i Västgötalagen att den saknade en konungabalk och därför samlade ihop några texter som handlade om kungar Ivar Lindquist refererar denna hypotes, men framför också som en möjlighet, att en av skrivarens förlagor faktiskt innehöll en konungabalk med Birger jarls nya edsöreslagstiftning.
I den grundläggande textutgåvan 1827 av Västgötalagen 
tolkade utgivarna Collin och Schlyter materialet så att de tre kungarna (enligt gränslistan) hade gått i land på den lilla holmen och där fastställt gränsen mellan Sverige och Danmark (så som sägs i Landamäri). Avtalet kom i fortsättningen att kallas Danaholmsfördraget. 
Frågan om det svenska rikets uppkomst var och är ett centralt ämne för svensk historieforskning. I det sammanhanget tillmättes ”Danaholmsfördraget” en avgörande betydelse. Mycket skrevs om varför den norske kungen var med och fastställde gränserna mellan Sverige och Danmark, vilka kungar det kunde ha rört sig om och om verkligen de danska och norska kungarna hyllade den svenske kungen genom att hålla i hans betsel och stigbygel och om detta skett redan på tiohundratalet. I den populärvetenskapliga och skönlitterära historieskrivningen var kungamötet på Danaholmen ett välkänt begrepp.
På 1700-talet presenterades "Agapetus bulla", en skrivelse där påven Agapetus II bekräftar att Sveriges kung hade högre status än de övriga nordiska. Fyndet publicerades av juristprofessorn Carl Lundius men visade sig senare vara en förfalskning förmodligen gjord av Nils Rabenius.

## Upplösningen
År 1941 skrev nordisten Ivar Lindquist en uppsats om språket i Västgötalagens litterära bilagor, alltså de olika texterna i handskrift KB B 59. Han kunde då konstatera att i yngre laghandskrifter hade Landamäri ingenting att göra med Danaholmen och den norske kungen. Meningarna om Danaholmen och hästceremonin – hur de än skulle tolkas – hörde ihop med gränsmärkena runt Västergötland i en berättelse som kunde vara mycket yngre än Landamäri. Han anförde att de yngre handskrifterna hade en bättre text än den vördade KB B 59 och att forskarna okritiskt hade accepterat vad den store auktoriteten Schlyter hade skrivit.
Året därefter kunde Gerhard Hafström bekräfta Lindquists tes med nya arkivfynd.
Lindquists tolkning slog igenom omedelbart inom forskarsamfundet. I sin kommenterade översättning till landskapslagarna 1946 nämner författarna Holmbäck och Wessén bara i förbigående ”den s. k. Danaholmstraktaten”.
Uttrycket ”Danaholmsfördraget” används inte mer, eftersom Landamäri inte har något med Danaholmen att göra. Däremot lever det kvar i den populärvetenskapliga litteraturen. 
Det har för övrigt påpekats att det ingenstans sägs att kungarna träffades på Danaholmen. Enligt de norska och isländska sagorna skedde regelbundna möten mellan två eller tre av de nordiska kungarna vid Göta älv under niohundra- och tiohundratalen, i Kungahälla (Kungälv), på Hisingen och i flera fall på Brännöarna, men det finns inget belägg för något möte just på Danaholmen.
Holmen är dessutom ett mycket olämpligt ställe att träffas på, särskilt om man skall ha med sig en häst. Ivar Lindquist menade att
”den som har seglat om eller varit i land på den lilla flata gräsväxta holmen /…/ begriper utan vidare, att det är meningslöst att tala om bestigning till häst här. Berättelsen om sveakungens hästbestigning måste syfta på ett kungamöte på fasta land. Texten tvingar heller inte till ett så befängt antagande.”